# معهد ثيربانتس
معهد ثيربانتس (بالإسبانية: Instituto Cervantes) هو مؤسسة ثقافية تابعة لوزارة الشؤون الخارجية الإسبانية، أنشئت في عام 1991. سُمّيت على اسم ميغيل دي ثيربانتس (1547-1616)، مؤلف دون كيشوت، ومن بين أهم الشخصيات في تاريخ الأدب الإسباني. هو أكبر منظمة في العالم مسؤولة عن تعزيز دراسة وتدريس اللغة والثقافة الإسبانية.
وقد تفرعت هذه المنظمة في أكثر من 45 دولة مختلفة، مع 86 مركزًا مخصصًا للثقافة الإسبانية والأمريكية من أصل إسباني واللغة الإسبانية. توضح المادة 3 من القانون رقم 7/1991، الذي أنشأه معهد سرفانتس في 21 مارس، أن الأهداف النهائية للمعهد هي تعزيز التعليم والدراسة واستخدام اللغة الإسبانية عالميًا كلغة ثانية، لدعم الأساليب والأنشطة التي من شأنها أن تساعد في عملية تعليم اللغة الإسبانية، والمساهمة في النهوض بالثقافة الإسبانية والأمريكية من أصل إسباني في جميع أنحاء البلدان غير الناطقة بالإسبانية.

## الخدمات
يقوم معهد ثيربانتس في مراكزه الموجودة في بلدان مختلفة من العالم بتنظيم الأنشطة التالية:
- دورات عامة ومتخصصة في اللغة الأسبانية.
- مكتبات ومراكز توثيق.
- تنظيم اختبارات DELE بالتعاون مع جامعة سلامنكا.
- برامج لنشر الثقافة الإسبانية.
- تأملات في تعليم الأسبانية.
- تنشر مؤلف سنوي منذ عام 1998 «الإسبانية في العالم» (بالإسبانية: El español en el mundo) تحليل الوضع القائم للغة الأسبانية في العالم وتطوره.
- تسيير منذ عام 1997 موقع على الإنترنت يسمى مركز ثيربانتس الافتراضي والذي يحتوي على موارد في اللغة والثقافة الأسبانية.

## البرنامج الأكاديمي
يتم تقديم دورات اللغة العامة في أربعة مستويات مختلفة: الابتدائية والمتوسطة والمتقدمة والعالية المتقدمة.
1. تحسين مهارات لغوية معينة، مثل القراءة والتحدث والكتابة
2. تدريس اللغة الإسبانية لأغراض محددة، مثل الأعمال التجارية أو الطبية أو القانونية أو الترجمة
3. التعرف على الأدب والثقافات في البلدان الناطقة بالإسبانية
4. التحضير لدبلومات اللغة الإسبانية كلغة أجنبية

يقدم معهد ثيربانتس دروسًا شاملة في اللغة الإسبانية من أجل:
1. تنمية قدرة الطالب على استخدام اللغة في سياقات متنوعة، مع إيلاء اهتمام خاص لاختلافات اللهجات الإسبانية.
2. لتوفير موارد مختلفة، بما في ذلك اللغة الإسبانية على الإنترنت، من أجل تحسين التدريس.
3. للسماح للطلاب باستخدام أي من مرافق معهد ثيربانتس حول العالم.
4. إصدار دبلومات وشهادات اللغة الإسبانية

## الإدارة

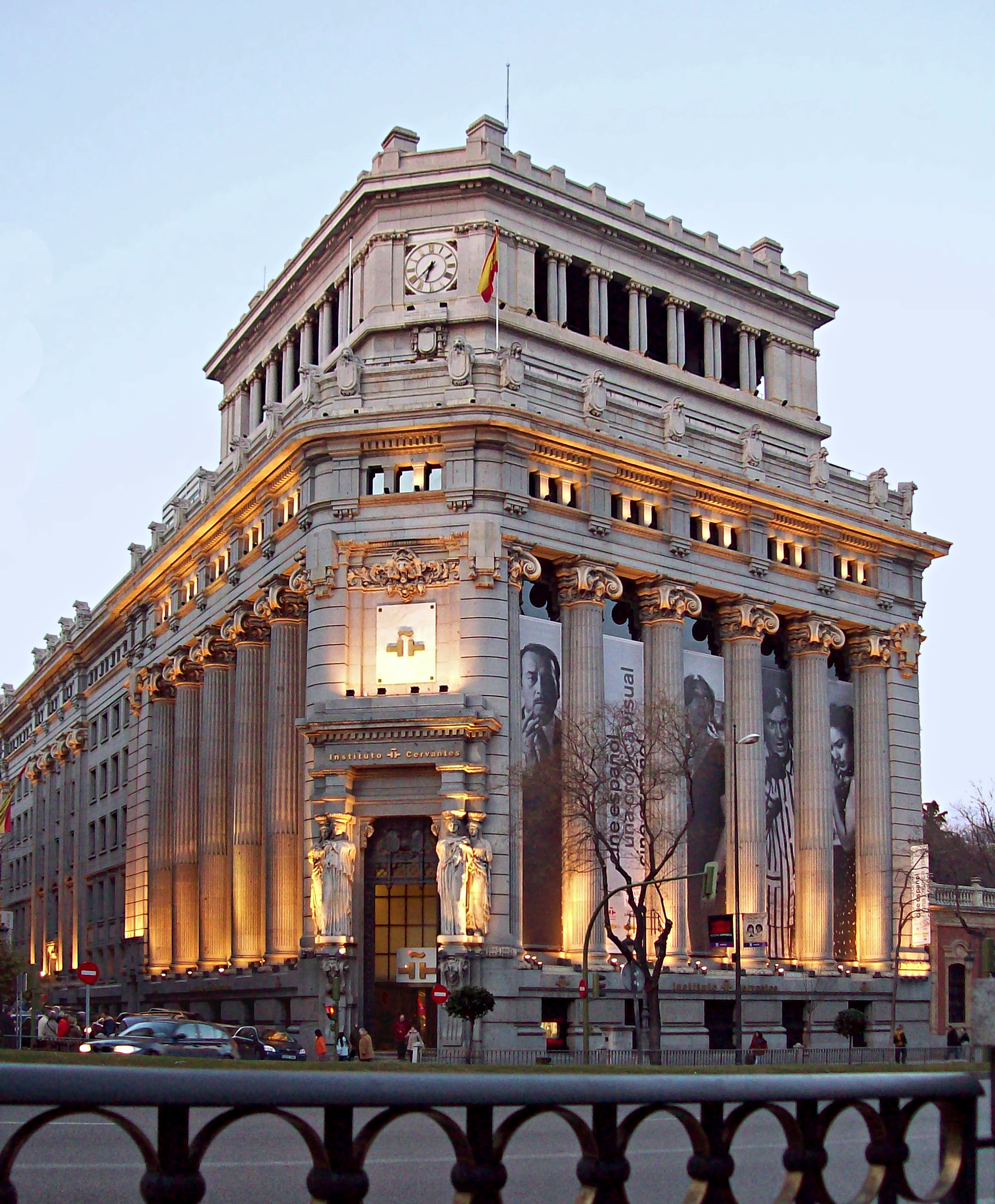
مقرّ معهد ثيربانتس، مدريد.

تنقسم إدارة معهد ثيربانتس إلى ثلاثة أقسام. تقوم إدارة الالتزام والاهتمام بتخطيط أنشطة المعهد وتوجيهه من قبل أعضاء رفيعي المستوى.
1. مجلس الأمناء (بالإسبانية: Patronato)‏: يشرف على معهد ثيربانتس مجلس إدارته، باتروناتو. يضم باتروناتو عادة ملك إسبانيا، فيليب السادس كرئيس فخري ورئيس وزراء إسبانيا، بالإضافة إلى ممثلين عن عالم الثقافة والآداب في إسبانيا والأمريكتين.[7] يتولى الرئاسة التنفيذية وزراء الدولة للتربية والعلوم والثقافة، ورئيس ونائب رئيس مجلس الإدارة، ومدير المعهد، و25 عضوا منتخبا من المؤسسات الثقافية واللغوية. يعطي توجيهات عامة لأنشطة المعهد ويبلغ عن أنشطته السنوية.[7]
2. مجلس الإدارة (بالإسبانية: Consejo de Administración)‏ هو هيئة إدارية، توافق على الخطط والمشاريع العامة للمعهد. وهي تتألف من ممثلين عن وزارات الخارجية والتعليم والثقافة والرياضة والخزانة والشؤون الداخلية. يرأس المجلس وزير الدولة للتعاون الدولي ويتكون من نائبي الرئيس (وكيل وزارة العلوم والتعليم ووكيل وزارة الثقافة)، ومستشاران، وأربعة مستشارين من وزراء الخارجية: التربية والعلوم والثقافة والاقتصاد والخزانة ومدير المعهد.[7]
3. يتم تعيين المدير من قبل مجلس الوزراء الإسباني. المدير مسؤول عن توجيه إدارة المعهد، والمهام التنفيذية والإدارية الأخرى ذات الصلة.

## الوجود الافتراضي
مركز سيرفانتس الافتراضي (بالإسبانية: Centro Virtual Cervantes)‏ هو خدمة عبر الإنترنت تم إنشاؤها في ديسمبر 1997 من قبل معهد ثيربانتس في إسبانيا للمساهمة في نشر اللغة الإسبانية والثقافات الإسبانية. أصبح أحد أهم المواقع المرجعية المخصصة للغة والثقافة الإسبانية، حيث وصل في المتوسط إلى أكثر من 100.000 زائر شهريًا، بما في ذلك المهنيين وعامة الناس. يقدم موارد وخدمات للمعلمين والطلاب والمترجمين والصحفيين وغيرهم من المهنيين المشاركين في اللغة الإسبانية، وكذلك لفائدة ذوي الأصول الأسبانية في جميع أنحاء العالم، الذين يدرسون الثقافات ذات الأصول الأسبانية، ولأي شخص مهتم باللغة والثقافات الإسبانية. ويتضمن أيضًا إعلانات عن الأحداث الثقافية (Actos Culturales)، وأربعة منتديات نقاش، يركز كل منها على موضوع معين، وفصل اللغة (Aula de Lengua)، المصمم لكل من معلمي ومتعلمي اللغة الإسبانية. كما يتمتع معهد ثيربانتس بوجود افتراضي في العالم الافتراضي ثلاثي الأبعاد (سكند لايف).[بحاجة لمصدر]

## مركز تدريب المعلمين
في 13 ديسمبر 2004، أسس معهد ثيربانتس مركز تدريب المعلمين (بالإسبانية: Centro de Formación de Profesores)‏ في مقره الرئيسي الواقع في ألكالا دي إيناريس، حيث تأسّس المعهد. تأسست هذه المؤسسة لتشجيع تدريس اللغة الإسبانية كلغة أجنبية ولتوفير موارد مفيدة لأعضائها. على مدار العام، ينظم أنشطة وبرامج محددة للمركز، مع عدة أهداف مختلفة، والتي تشمل التدريس، وتوفير الموارد للمعلمين لاستخدامها في مجال تعليمهم، وتطوير المعرفة المتخصصة باللغة الإسبانية للأغراض التعليمية. يدعم المركز معلمي اللغة الإسبانية المستقبليين من خلال «ماجستير التربية في اللغة الإسبانية كلغة أجنبية»، بالتعاون مع الجامعة الدولية مينينديز بيلايو. بالنسبة للمعلمين المشاركين بالفعل في التدريس، يوفر المركز أنشطة متقدمة تنتج معرفة أعمق، مع التركيز على البحث أو المناقشة في الفصل الدراسي، وتحسين مهارات الطلاب في اللغة الإسبانية حتى يستجيبوا في أي مواقف تواصلية.

## خدمة الترجمة المجانية
أطلق معهد ثيربانتس خدمة الترجمة الآلية لمعهد ثيربانتس (بالإسبانية: Portal de las Tecnologías Lingüisticas en España)‏ في 10 يناير 2005. هي خدمة مجانية للترجمة الآلية برعاية تليفونيكا. منذ إطلاقه، زاد الطلب بشكل مطرد شهريًا إلى 55٪، وأدّى أكثر من 582،000 ترجمة مجانية. كان الغرض من معهد ثيربانتس في إنشاء هذه الخدمة هو تسهيل وصول اللغة الإسبانية إلى محتويات تقانة المعلومات المطورة بلغات أخرى، وبالتالي يمكن للأشخاص الذين يتحدثون لغات أخرى الوصول إلى المحتويات المتوفرة باللغة الإسبانية فقط. تسمح هذه الخدمة بترجمة النصوص والملفات النصية، وكذلك صفحات الويب، من الإسبانية إلى الكتالونية أو الفرنسية أو الغاليسية أو الإنجليزية أو البرتغالية والعكس. أما النسب المئوية اللغوية المستخدمة فهي كالتالي: الإنجليزية - الإسبانية: 23.47٪؛ والأسبانية - الكتالونية: 21.12٪؛ والإسبانية-الإنجليزية: 13.64٪؛ والبرتغالية-الإسبانية: 12.63٪؛ والإسبانية-البرتغالية: 10.39٪؛ والكاتالونية - الإسبانية: 6.48٪؛ والإسبانية - الفرنسية: 6.24٪، والفرنسية - الإسبانية: 6.03٪.

## الإصدارات
منذ عام 1998، نشر معهد ثيربانتس المجلة السنوية (بالإسبانية: El español en el mundo)‏ التي تسلط الضوء على حالة اللغة الإسبانية في العالم. يدير المعهد أيضًا مركز سيرفانتس الافتراضي الموجود على الإنترنت منذ عام 1997.

## الجوائز
في عام 2005، إلى جانب أليانس فرانسيز ومركز دانتي أليجييري والمجلس الثقافي البريطاني ومعهد جوته ومعهد كامويس، تم منح معهد ثيربانتس جائزة أميرة أستورياس لإنجازاته البارزة في مجال الاتصالات والعلوم الإنسانية.

## مراكزه في العالم
- أفريقيا:
  -  الجزائر: الجزائر، وهران، سطيف
  -  مصر : الإسكندرية، القاهرة

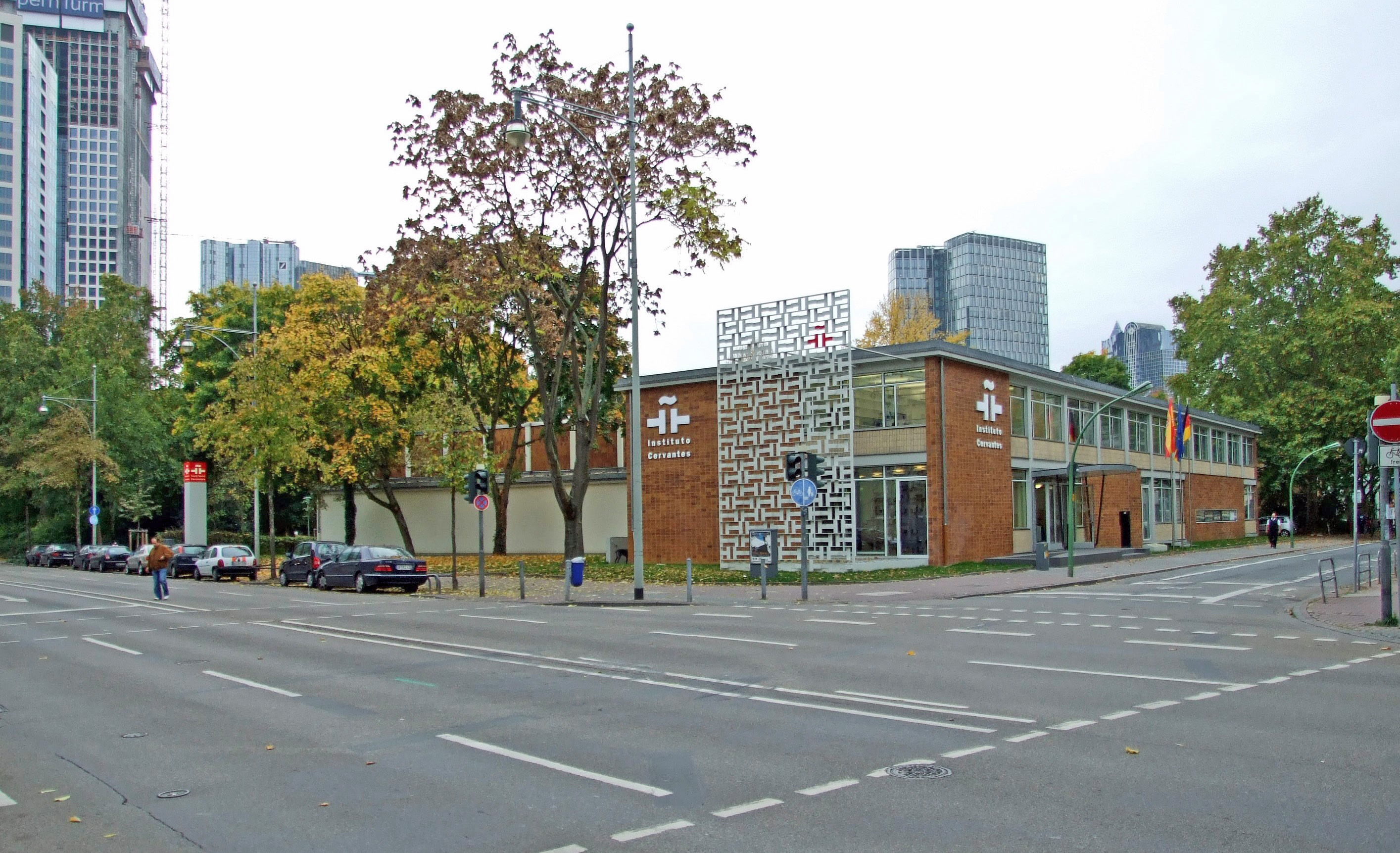
فرانكفورت

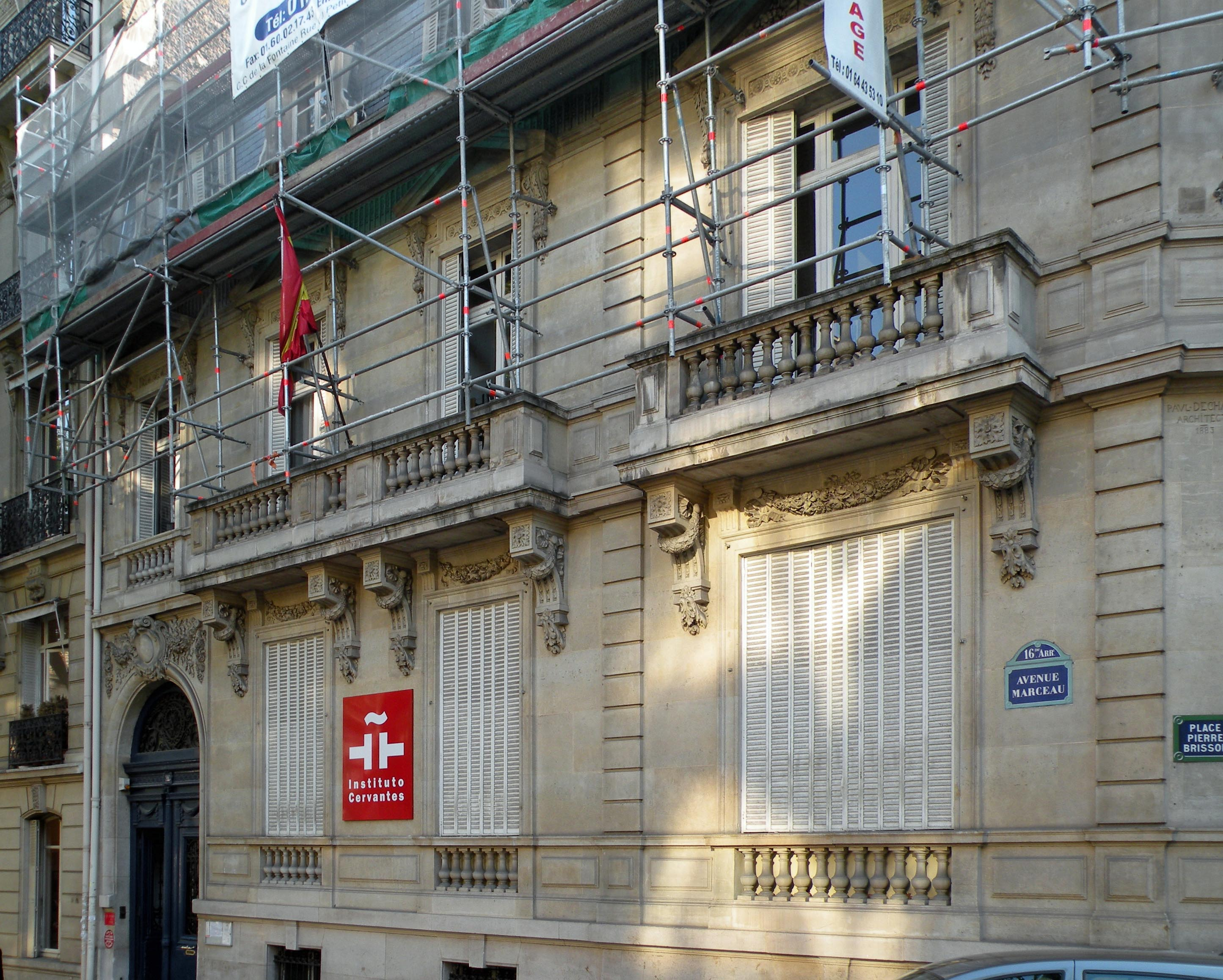
باريس

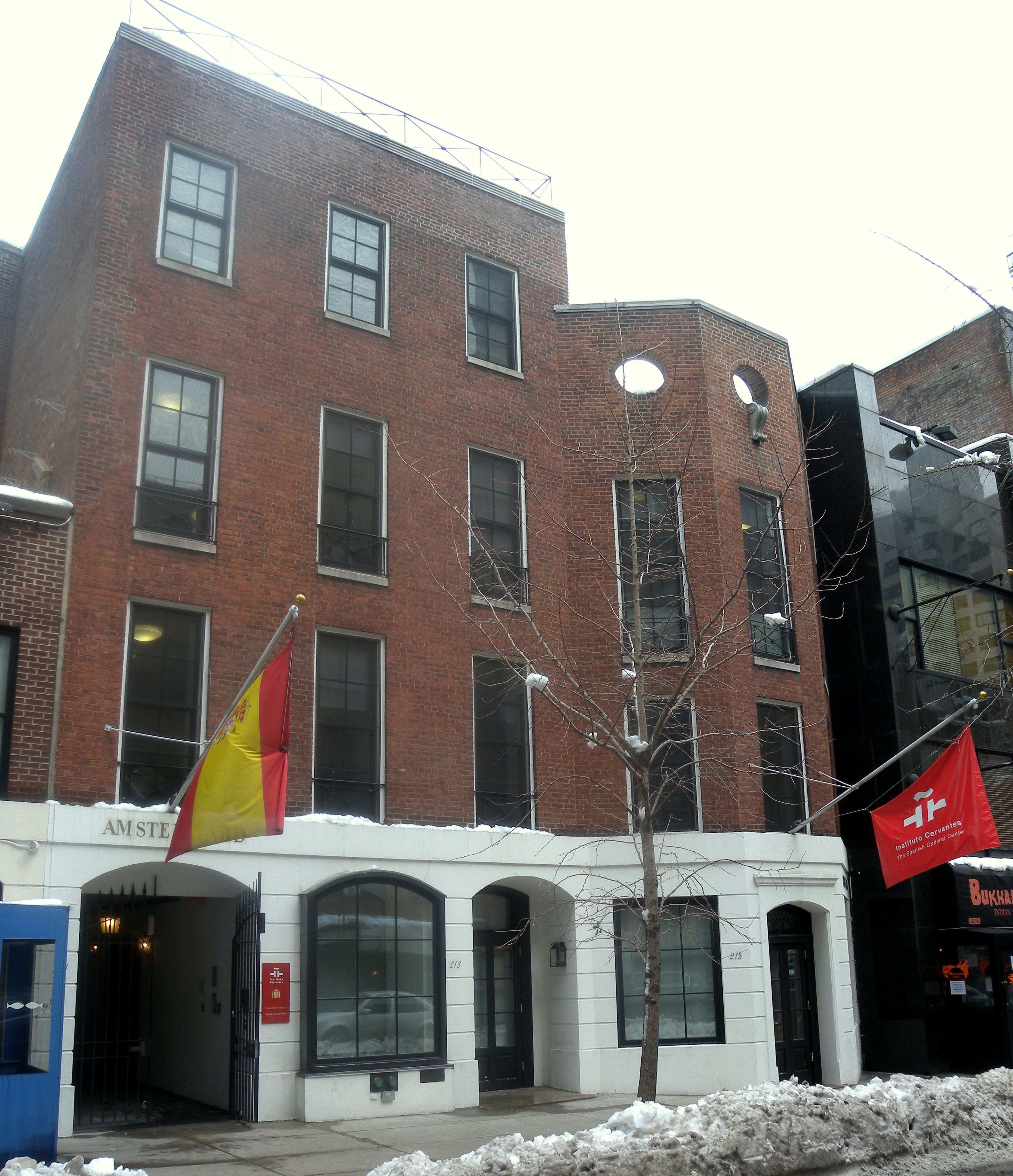
نيويورك

  -  المغرب: الدار البيضاء، فاس، مراكش، الرباط، طنجة، تطوان
  -  تونس: تونس

- أمريكا:
  -  البرازيل: بيلو هوريزونتي، برازيليا، كوريتيبا، فلوريانوبوليس، بورتو أليغري، ريسيفي، ريو دي جانيرو، سالفادور، ساو باولو
  -  كندا: كالغاري
  -  الولايات المتحدة: ألباكركي، شيكاغو، نيويورك، سياتل

- أسيا وأوقيانوسيا:

| - أستراليا: سيدني - الصين: بكين | - الهند: نيو دلهي - إندونيسيا: جاكرتا | - اليابان: طوكيو - ماليزيا: كوالا لمبور | - الفلبين: مانيلا - فيتنام: هانوي |

الشرق الأوسط:
| - إسرائيل: تل أبيب - الأردن: عمان | - لبنان: بيروت - سوريا: دمشق |

- أوروبا:

| - ألمانيا: برلين، بريمن، فرانكفورت، هامبورغ، ميونخ - النمسا: فيينا - بلجيكا: إقليم بروكسل العاصمة - بلغاريا: صوفيا - كرواتيا: زغرب - فرنسا: بوردو، ليون، باريس، تولوز - جبل طارق - اليونان: أثينا - المجر: بودابست - أيرلندا: دبلن - إيطاليا: ميلانو، نابولي، باليرمو، روما - آيسلندا: ريكيافيك | - هولندا: أوترخت - بولندا: كراكوف، وارسو - البرتغال: لشبونة - جمهورية التشيك: براغ - رومانيا: بوخارست - روسيا: موسكو - المملكة المتحدة: ليدز، لندن، مانشستر - صربيا: بلغراد - سلوفاكيا: براتيسلافا - سلوفينيا: ليوبليانا - السويد: ستوكهولم - تركيا: إسطنبول |